# Robin Hillyar
Robin Hillyar est un ancien pilote de rallyes kenyan.

## Biographie
Ce pilote participa régulièrement au Safari Rally du Kenya, de 1966 à 1976.

## Palmarès
- 17e East African Rally du Kenya: 1969, sur Ford Taunus 20M RS (copilote son compatriote Jock Aird);
- 2er de Classe A  (moins de 1000 cm3) à l'East African Rally du Kenya en 1966  (copilote J.Aird);
  - 4e de l'East African Rally du Kenya en 1971, sur  Ford Escort TC (copilote J.Aird);
  - 4e de l'East African Rally du Kenya en 1972, sur Ford Escort RS1600 (copilote Mark Birley);
  - 6e de l'East African Rally du Kenya en 1966, sur Bluebird P411 (copilote J.Aird).